# Xavier Cugat
Francisco de Asís Javier Cugat Mingall de Bru y Deulofeu (Gerona, 1 de enero de 1900-Barcelona, 27 de octubre de 1990), conocido como Xavier Cugat i Mingall o simplemente Xavier Cugat, fue un músico y dibujante español, uno de los principales difusores de la música de Ernesto Lecuona, de la música afrocubana e iberoamericana. 

## Biografía

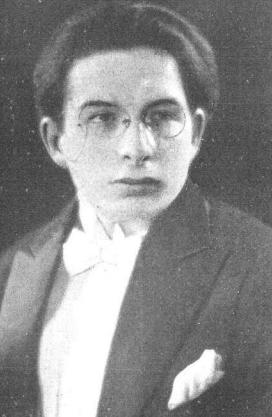
Xavier Cugat, en 1924.

Nació en Gerona, aunque su familia emigró a Cuba en 1905. Estudió violín clásico y tocó en una orquesta en el teatro nacional de La Habana. Como su hermano, Francis Cugat (1893-1981), autor de la famosa portada de El gran Gatsby (1925), también se convirtió en artista gráfico, más en concreto en caricaturista.
Entre 1915 y 1918 interpretó tangos en Nueva York junto a una banda conocida como Los Gígolos. Posteriormente también se dedicó a dibujar tiras cómicas para el periódico Los Angeles Times.
Cugat se casó en cinco ocasiones. En 1918 contrajo matrimonio con la artista cubana Rita Montaner, y luego de divorciarse, lo hizo con la mexicana Carmen Castillo en 1928. Una de sus esposas más famosas fue la pelirroja cantante Abbe Lane, a quien conoció a los quince años y con quien se casó cuando ella tenía veinte y 
él cincuenta; actuó con él en numerosas ocasiones hasta el ruidoso divorcio de la pareja en 1964, tras once años de matrimonio; Lane no dejó un buen retrato de Cugat en sus memorias noveladas But Where Is Love? / ¿Pero dónde está el amor? (1990), y en el litigio del divorcio Cugat la dejó prácticamente sin nada. El 7 de agosto de 1966 contrajo matrimonio con la bailarina Charo Baeza, que se convirtió así en su quinta esposa hasta su divorcio en 1978. La pareja se encargó de inaugurar el casino Caesars Palace en Las Vegas.
Xavier Cugat murió a los 90 años de edad en Barcelona, y fue enterrado en la ciudad de Gerona, donde había nacido.

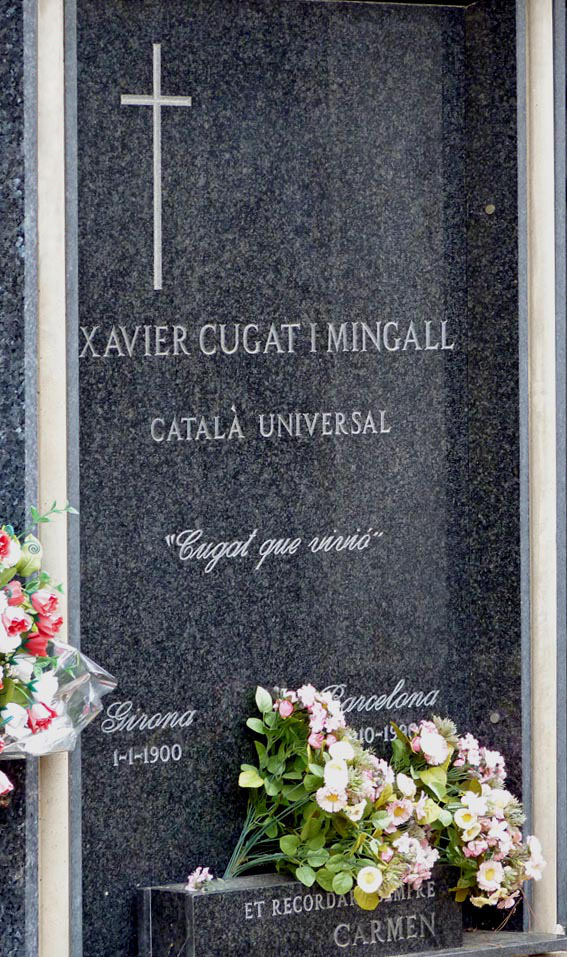
Tumba de Xavier Cugat el cementerio viejo de Gerona

El fondo de Xavier Cugat está en la Biblioteca de Cataluña y conserva parte de su obra gráfica y musical, así como numerosas fotos de su quehacer artístico. 
En 1990 la Generalidad de Cataluña le concedió la Creu de Sant Jordi, la más alta condecoración catalana.

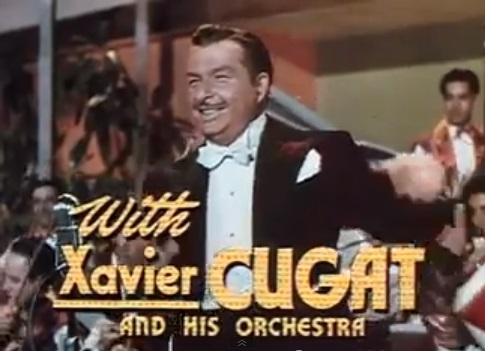
Xavier Cugat en la película A Date with Judy (1948).

## Participación en el cine
Participó en la banda sonora de las primeras películas con sonido y apareció en diversas películas de Hollywood, siempre en el papel de director de música rítmica, al tiempo que participaba junto a su orquesta en la actuación.
Xavier Cugat dirigió, actuó y escribió el guion de la película talkie en idioma español Charros, gauchos y manolas (1930), con la actriz mexicana Delia Magaña y el actor argentino Paul Ellis. También lo hizo con el cortometraje Un fotógrafo distraído (1930), asimismo en idioma español.  
Participó como actor en diversas películas en idioma inglés, los cortometrajes Mexicana (1929), Let's Go Latin (1937) y Xavier Cugat and His Orchestra (1952). También actuó en películas de la Metro Goldwyn Mayer, muchas de ellas protagonizadas por Esther Williams, como En una isla contigo (On an Island with You), con Ricardo Montalbán y Jimmy Durante; Escuela de sirenas (Bathing Beauty), con Red Skelton, Esther Williams y el barítono colombiano Carlos Julio Ramírez; y La hija de Neptuno (Neptune's Daughter), también con Ricardo Montalbán y Red Skelton. Otra película de la Metro Goldwyn Mayer en que participó con su orquesta fue Festival en México (Holiday in Mexico), esta vez junto a Jane Powell, Walter Pidgeon y el pianista José Iturbi.
A menudo y al tratarse de películas de mucho colorido y de comedia musical romántica, Cugat aparecía pintando o dibujando frente a su orquesta que interpretaba vigorosos ritmos afrocubanos.
En España participó en Nunca en horas de clase (1978), dirigida por José Antonio de la Loma y Una rosa al viento (1984), por Miguel Iglesias.

## Éxitos musicales y grabaciones
En 1940 grabó la canción Perfidia con el cantante Miguelito Valdés, la cual se convirtió en un gran éxito. Su música seguía las modas del momento, y grabó canciones de todo tipo de géneros: conga, mambo, merengue, rumba y samba, entre otros. Su ejemplo fue muy pronto seguido por otras orquestas, como la de Pérez Prado. Su orquesta fue una cantera de donde surgieron destacados intérpretes de la canción tropical como Tito Rodríguez y Vitín Avilés.
Xavier Cugat cumplió extensas etapas de grabación de discos con sellos como Columbia Records y RCA Victor. Con el primero son célebres Mambo at the Waldorf, Merengue, by Cugat, Cugat Favorite Rhumbas, y otros, todos con doce temas de contenido; asimismo, con el sello Victor es de gran popularidad el disco Cugat in Spain entre otros. 
Xavier Cugat tocaba el violín, y es notorio que gustaba de los diversos instrumentos de la orquesta, y, más notorio aún, que la marimba no faltaba en ninguna de sus interpretaciones y grabaciones, lo que muestra su gran afinidad por este instrumento musical. Precisamente es notable el uso que de la marimba hace en el álbum Merengue! by Cugat!. Este disco fue editado en 1955 con motivo de la celebración en Santo Domingo de la Feria de la paz y confraternidad del mundo libre que celebró el dictador Rafael Leónidas Trujillo en ese mismo año.

## En la cultura popular
- Era muy conocido por sujetar en sus brazos un perrito chihuahua mientras dirigía su orquesta. En la película Días de radio de Woody Allen, el director de orquesta sujeta un perrito en brazos, dando a entender que se trata del propio Cugat. Además, su música es habitual en gran parte de las películas del director neoyorquino.
- En la tercera escena de Un tranvía llamado deseo se menciona el nombre de Xavier Cugat.
- Su nombre también se menciona en la canción "Joe le taxi" de Vanessa Paradis.
- En la película A Goofy Movie de Disney es mencionado Xavier Cugat como «el rey del mambo».[5][6]
- Xavier Cugat es mencionado por el sargento encargado de la radio en la película Good Morning Vietnam, como uno de los músicos aptos para sonar en antena durante la guerra.
- Es nombrado tres veces en la novela de Stephen King 22/11/63. Dice, de manera incorrecta, que es cubano y no español (capítulos 5, 21 y 27).
- En una de las primeras pruebas de los Beatles 06/06/1962, Paul McCartney introduce un 'Cha-cha boom' en la canción "Bésame mucho" de la grabación de "Like Dreamers Do", un homenaje evidente a Xavier Cugat.
- Ilustró también el libro infantil de José María Sánchez Silva, El chihuahua que mordió a Hernán Cortés.
- En la película Bugsy, del director Barry Levinson, que trata sobre la fundación del primer casino de Las Vegas, el Flamingo, Xavier Cugat aparece en el cartel de artistas invitados para la inauguración.
- Es el primer español en tener una estrella en el Paseo de la Fama de Hollywood.[7][8][9]
- En la película "Ser los Ricardo",  en la primera escena de la película sale la portada de uno de sus discos.

## Discografía

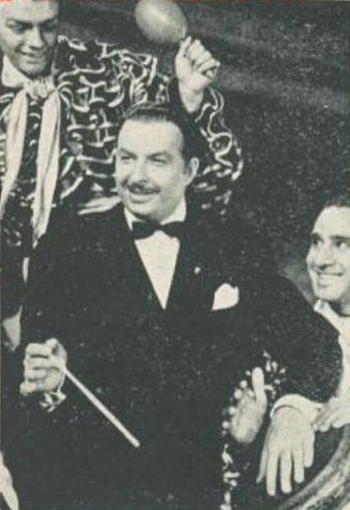
Xavier Cugat.

- Columbia - Olé! CL618: The americano, Anything can happen-mambo, Cerezo rosa y manzano blanco, Los timbales, Alma llanera, Africano soy, Flute nightmare, Stranger in the dark, Lisboa antigua, Humpty dumpty, Night must fall, Carnival in Uruguay

- Columbia - Bread, love and cha cha cha CL 1016: Bread, love and cha cha cha, Frenesí, Suavecito, Very, very satisfied, Whatever Lola wants, Penthouse mambo, La paloma, María la O, Coco seco, The banana boat song, Mi música es para ti, April in Portugal

- Columbia - Cugat Cavalcade CS 965: Brasil, Bésame mucho, What a difference a day made, My shawl, La cumparsita, Tico tico, Orchids in the moonlight, Yours, Miami beach rhumba, Jalousie, Guitars romana, Dengoza

- Columbia - Cha Cha Cha CL 718: The brand new cha cha cha, Cha cha cha N.º 5, Señor Juan Cha cha cha, Cha cha cha Bar, Tremendo Cha cha cha, Óyeme mamá, Cha Cha Cha,  Cerezo rosa y manzano blanco, Rico vacilón, Chatter cha cha cha, Que gusto me da, Take it easy

- Columbia - Mambo at the Waldorf CL 732: Mambo at the Waldorf, Cuca, Yo quiero un mambo, Mondongo, Mambo gallego, Jamay, Mambo gordo, Mambo en España, Mambo N.º 8, Sax cantàbile, La cumparsita, Mambo retozón

- Columbia - Merengue! by Cugat! CL 733: (*) Canta Vitín Avilés: Ay, Que merengue(*), La múcura, A bailar merengue, Compadre Pedro Juan(*), Lava lavandera, Merengue con cha cha cha(*), El merengue(*), Las chismosas(*), Mi Jaleo(*), Caballito de madera Merengue flamenco(*), Ritmo tropical(*)

- Columbia - Dance with Cugat CL 537: Oye negra, El choclo, Cuba libre, Begin the beguine, El marijuano, Touradas en Madrid, Babalú, Bim bam bum, Nightingale, Good good good, I'll never love again, Jarabe tapatío

- Columbia - Cugat's favorite rhumbas CL579: Begin the beguine, Estrellita, Green eyes, La paloma, Yo ta' namora, Duerme, Say si si, La golondrina, Bésame mucho, Acércate más, Negra Leonó, Cielito lindo

- Decca - Bang bang DL 4799: Theme from "Zorba the greek", Bang bang, Moon over Naples, La playa, Quiet nights, Concrete and Clay, These boots are made for walkin', The joker, Call me, The Phoenix love theme, Almost there, Charade

- Decca - Feeling good! DL 4672: Downtown, Hello Dolly, Mexican pearls, Fiddler on the roof, And I love her, La bamba, Feeling good, Cast your fate to the wind, It's not unusual, Goldfinger, Game of love, Chim chim cher-ee

- Mercury - Cugi's cocktails MG 20832: Cuba libre, One mint julep, Old-fashioned, Daiquirí, Cocktails for two, Rum and coca cola, Cugi's cocktail, Grasshopper, Blue champagne, Zombie, Manhattan, Singapore sling

- RCA Victor - The King plays some aces LSP-1882: Oye negra, Dance des mirlitons, Carioca, Night must fall, Linda mujer, Cuban mambo, Green eyes, Chiu chiu, Dance árabe, Bahía, Mambo N.º 5, Adiós